# منتجق أشعر الجبهة
المنتجق أشعر الجبهة (الاسم العلمي: Muntiacus crinifrons) نوع من أيائل العالم القديم متوطن في جنوب شرق الصين في جيجيانغ، آنهوي، جيانغشي وفوجيان.